# يو إس إس بينينجتون (سي ڤي-20)
يو إس إس بينينجتون (بالإنجليزية: USS Bennington (CV-20))‏ هي حاملات طائرات من طراز إسكس تم تصميمها للبحرية الأمريكية خلال الحرب العالمية الثانية. أعطيت الأوامر في أغسطس 1944، وقامت بالعديد من الحملات اللاحقة في مسرح العمليات في المحيط الهادئ، وحصلت على ثلاث نجوم إبان خدمتها. توقفت عن العمل بعد انتهاء الحرب بفترة وجيزة، وتم تحديثها وإعادة تشغيلها في أوائل الخمسينيات إلى أن أصبحت في نهاية المطاف حاملة طائرات مُضادة للغواصات.  في مهمتها الثانية، قضت مُعظم وقتها في المحيط الهادئ، حيث نالت خمس نجوم إبان مُشاركتها في حرب فيتنام. وكانت بمثابة سفينة الإنقاذ لرحلة الفضاء أبولو 4. توقفت عن العمل عام 1970 وتم بيعها في الهند عام 1994.